# Quell'orribile forza
Quell'orribile forza (That Hideous Strength) è un romanzo di fantascienza del 1945 scritto da C. S. Lewis, ultimo libro del ciclo della "trilogia dello spazio" (Space Trilogy).

## Trama
Il giovane Mark Studdock, docente di sociologia presso l'Università di Edgestow, è appena entrato nella "cerchia ristretta" dei progressisti del college quando ha luogo una controversia riguardo alla vendita di una porzione della sua terra, al bosco di Bragdon, a un nuovo istituto scientifico, INCE, il cui personale comprende già docenti del collegio. Lord Feverstone (eminente membro dell'istituto che altri non è che Dick Devine, antagonista di Lontano dal pianeta silenzioso) giunge per discutere di un possibile posto per Mark all'INCE.
Nel frattempo la moglie di Mark, Jane, sperimenta una serie di inquietanti incubi che si rivelano una sorta di visioni di fatti di cronaca, primo fra tutti quello della decapitazione dello scienziato francese Alcasan. Incontrata per caso la signora Dimble, moglie di uno dei suoi ex professori, che la invita a pranzo, Jane le racconta gli incubi e l'anziana signora le consiglia di rivolgersi a una certa signorina Ironwood che vive nella Villa della vicina cittadina di St. Anne. Una discussione tra Jane e Mark mostra come il loro matrimonio si stia deteriorando.
Mark trascorre qualche giorno presso la sede dell'INCE nei dintorni di Edgestow; nonostante abbia modo di parlare con alcuni dei vertici non riesce tuttavia a capire quale potrebbe essere il suo ruolo nell'istituto. Inoltre lo scienziato Bill Hingest, dimissionario dall'INCE, gli consiglia di lasciare subito l'istituto, per essere ritrovato misteriosamente assassinato il giorno dopo.
Allo stesso tempo, Jane visita la signorina Ironwood che sembra convinta che i suoi sogni siano in realtà visioni.
A St. Anne, Jane viene presentata al dottor Elwin Ransom (protagonista dei primi due romanzi della trilogia), divenuto il legittimo re o Pendragon della nazione Logres, erede di re Artù e direttore dello scapestrato gruppo che abita la villa.
Mark intanto scrive articoli di giornale per l'INCE, anticipando gli eventi della rivolta che lo stesso istituto ha intenzione di avviare a Edgestow. La rivolta si svolge come previsto: la polizia dell'INCE prende il sopravvento nella cittadina e viene arrestata Jane, che l'istituto vuole usare per vie delle sue capacità psichiche. Il capo della polizia privata dell'INCE, una donnona conosciuta come "Fata" Hardcastle, inizia a torturare Jane, ma è costretta a rilasciarla a causa dei disordini creati dalla stessa sommossa.
Mark viene presentato intanto al "capo" dell'INCE, ovvero il viso di Alcasan (lo scienziato ghigliottinato sognato da Jane) riportato in vita grazie a dispositivi artificiali.
Un nuovo sogno di Jane le mostra un uomo a lungo sepolto che si risveglia fuggendo dalla propria tomba sotterranea. Ransom conclude che lo scopo dell'INCE è quello di trovare il corpo di mago Merlino, che fu sepolto nel bosco di Bragdon in uno stato di sonno senza tempo e che tuttavia non è morto. Jane dovrà guidare allora i membri del gruppo fino al posto che aveva sognato.
Mark tenta di lasciare l'INCE, ma viene arrestato a Edgestow con l'accuso di aver ucciso Bill Hingest e viene riportato alla sede dell'istituto. Solo allora si rende conto che è stata l'INCE stessa a uccidere Hingest.
Quella notte di tempesta sia il gruppo di St. Anne sia il personale dell'INCE sono sulle tracce di Merlino, che si è dopo lungo tempo risvegliato. Il Mago, grazie ai suoi poteri ipnotici, suggestiona un vagabondo e gli ruba i vestiti. L'INCE, trovato il corpo addormentato del vagabondo, lo cattura ritenendo che si tratti del mago, mentre il vero Merlino fugge su un cavallo selvaggio fino a St. Anne.
Ransom rivela allora che ci sono forze sataniche dietro all'INCE e che Merlino deve essere a sua volta posseduto dalle potenze angeliche, gli Oyéresu (plurale di Oyarsa), che guidano i pianeti del sistema solare. Se la Terra era stata a lungo in quarantena (i demoni che governano la Terra non potevano viaggiare oltre l'orbita della luna e gli Oyéresu spaziali non potevano venire sulla Terra), dopo i viaggi di Weston e Devine su Malacandra e Perelandra la legge divina è infranta e gli Oyéresu possono raggiungere la Terra.
Allo stesso tempo, Mark alla sede dell'INCE viene iniziato ad un rituale oscuro destinato a coltivare l'obiettività assoluta e a eliminare ogni emozione, ritenuta semplicemente un "fenomeno chimico".
Gli Oyéresu di Malacandra (Marte), Perelandra (Venere), Viritrilbia (Mercurio), Lurga (Saturno) e Glundandra (Giove) scendono su St. Anne e prendono il controllo di Merlino. Il Mago allora si traveste da prete basco e si presenta alla sede dell'INCE in risposta all'annuncio dell'istituto che cercava un interprete di lingue antiche. Viene portato dunque al cospetto del vagabondo che l'Ince crede essere Merlino e lo ipnotizza rendendolo in grado di parlare molte lingue antiche. Quando i due vengono condotti ad una cena in onore dello scrittore Jules, capo ufficiale dell'INCE, il mago scaglia sui membri dell'istituto la maledizione di Babele, che impedisce loro di pronunciare frasi di senso compiuto, libera i molti animali su cui l'INCE stavano conducendo esperimenti e aiuta Mark a fuggire, mandandolo a St. Anne. Elefanti, tigri, serpenti uccidono la maggior parte del personale e devastano l'edificio, mentre un grosso terremoto distrugge definitivamente Edgestow, già evacuata in seguito alla sommossa. Lord Feverstone, unico a scampare alla strage, viene inghiottito dalla terra.
Mark e Jane si ricongiungono pacificamente sotto la benedizione dell'Oyarsa di Venere mentre Ransom viene riportato su Perelandra, dove vivrà nella pace insieme ad altri grandi eroi e profeti (Enoc, Elia, Melchisedec, Mosè e re Artù) fino alla fine dei tempi.